# Jüdischer Friedhof (Bels)

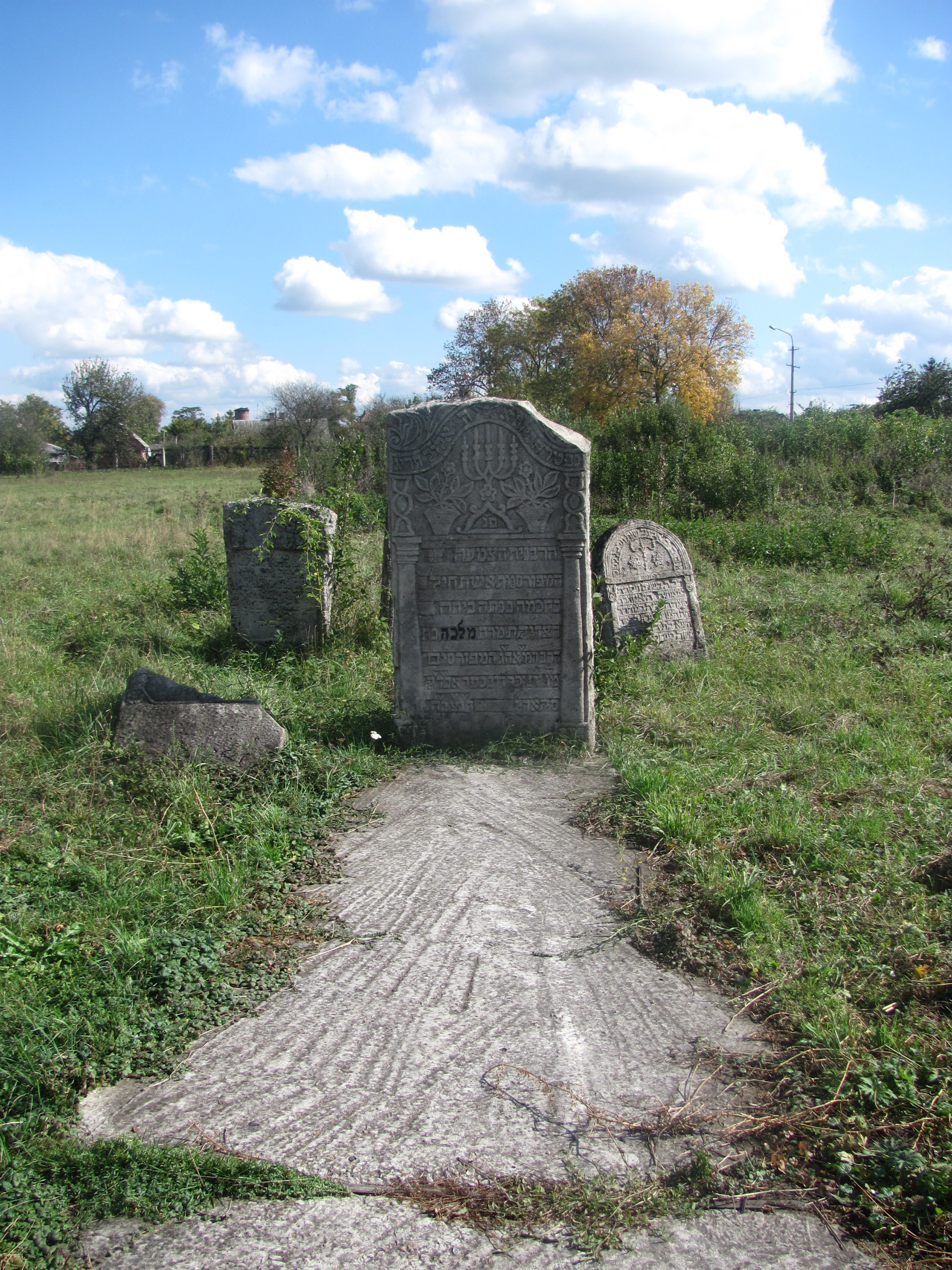
Jüdischer Friedhof in Bels

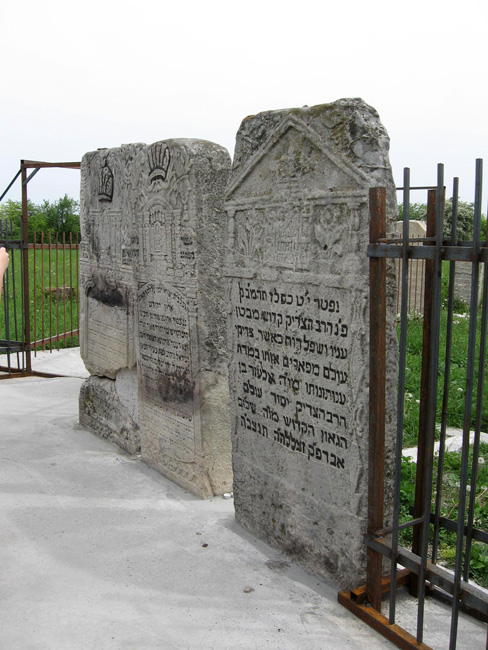
Grabsteine der Rabbiner

Der jüdische Friedhof in Bels, einer Stadt in der Oblast Lemberg im Westen der Ukraine, wurde 1790 im Westen der Stadt angelegt.
Infolge von Verwüstungen sind heute auf dem Friedhof nur noch wenige Grabsteine erhalten, darunter die Grabmäler der Führer der Belzer Dynastie: Schalom Rokeach (gestorben 1855), sein Sohn Jehoschua Rokeach (1825–1894) und sein Enkel Isachar Dow Rokeach (gestorben 1926). 
In den letzten Jahren wurde der Friedhof saniert und umzäunt.
Auf dem Nachbargrundstück wurde eine Synagoge und ein Hotel für die zu den Grabmälern der Zaddiken pilgernden Personen errichtet.